# Ѝ
Cette page contient des caractères spéciaux ou non latins. S’ils s’affichent mal (▯, ?, etc.), consultez la page d’aide Unicode.
 (novembre 2024).
Si vous disposez d'ouvrages ou d'articles de référence ou si vous connaissez des sites web de qualité traitant du thème abordé ici, merci de compléter l'article en donnant les références utiles à sa vérifiabilité et en les liant à la section « Notes et références ».
Le i accent grave (capitale Ѝ, minuscule ѝ) est une lettre de l'alphabet cyrillique utilisée dans certaines langues lorsque l’intonation est indiquée à l’aide de l’accent grave.

## Utilisations
Le Ѝ est utilisé en bulgare ou en macédonien lorsque l’intonation d’une syllabe est indiquée sur la voyelle И. En bulgare, ‹ ѝ › est aussi utilisé de manière générale pour le pronom personnel féminin de la 3e personne du singulier, « elle », afin de le différencier de la conjonction de coordination ‹ и › (« et »).

## Représentation informatique
Le i accent grave peut être représenté avec les caractères Unicode suivants :
- précomposé (cyrillique) :

| formes    | représentations | chaînes de caractères | points de code | descriptions                        |
| --------- | --------------- | --------------------- | -------------- | ----------------------------------- |
| capitale  | Ѝ               | Ѝ                     | U+040D         | lettre majuscule cyrillique i grave |
| minuscule | ѝ               | ѝ                     | U+045D         | lettre minuscule cyrillique i grave |

- décomposé (cyrillique, diacritiques) :

| formes    | représentations | chaînes de caractères | points de code | descriptions                                           |
| --------- | --------------- | --------------------- | -------------- | ------------------------------------------------------ |
| capitale  | Ѝ               | И◌̀                    | U+0418 U+0300  | lettre majuscule cyrillique i diacritique accent grave |
| minuscule | ѝ               | и◌̀                    | U+0438 U+0300  | lettre minuscule cyrillique i diacritique accent grave |